# Arno Stoffels
Arnold Joseph Peter (Arno) Stoffels (Bonnevoie, 21 mei 1908 – aldaar, 20 april 1976) was een Luxemburgs kunstschilder en tekenaar.

## Leven en werk
Arnold of Arno Stoffels was een zoon van caféhouder François (Franz) Stoffels en Louise Beffa. Hij studeerde aan de Kunstacademie van München en de Koninklijke Academie voor Schone Kunsten van Brussel. Stoffels schilderde figuratief, met name landschappen en gezichten op de stad Luxemburg. Hij sloot zich in 1963 aan bij de Cercle Artistique de Luxembourg en naam dar tot 1975 deel aan de jaarlijkse Salons. In 1962 opende hij zijn eigen kunstgalerie en lijstenmakerij aan de Avenue du X September in Luxemburg-Stad.
Arno Stoffels overleed op 67-jarige leeftijd in de Clinique Ste Thérèse in Luxemburg-Stad.
- Musée national d'archéologie, d'histoire et d'art: lkl004205